# Mzimba
Mzimba è un centro abitato del Malawi, situato nella Regione Settentrionale.